# اشكاجن (تالمكانت)
اشكاجن هي إحدى مشيخات المملكة المغربية، تتبع جغرافيا لإقليم تارودانت وإداريًا لتالمكانت. يقدر عدد سكانها بـ 1494 نسمة حسب الإحصاء الرسمي للسكان والسكنى لسنة 2004.